# São Pedro do Ivaí
São Pedro do Ivaí es un municipio brasileño del estado de Paraná. Fue fundado en 1954 y posee una población total de 11.360 habitantes.

## Hidrografía
- Río Ivaí

## Carreteras
- BR-359
- BR-467

## Administración
- Prefecto: Maria Regina Della Rosa Magri (2009/2012)
- Viceprefecto: Valdir Magri
- Presidente de la cámara: José Donizete Isalberti (2011/2012)